# Bart Baker
Bartholemew Baker (Chicago, 5 maggio 1986) è un comico, cantante, rapper e youtuber statunitense conosciuto anche con lo pseudonimo di Lil Kloroxxx per la sola attività di rapper.
Diventato particolarmente noto grazie alle parodie di canzoni famose che ha realizzato, è stato definito da Billboard uno dei creatori di parodie musicali più prolifici di sempre. Ha ottenuto una particolare rilevanza con le parodie delle principali hit di Justin Bieber e Taylor Swift, artisti che ha parodiato a tutti gli effetti anche in qualità di personaggi pubblici, creando dunque dei veri e propri filoni. Nella sua carriera da youtuber,  Baker ha raggiunto quota 10 milioni di iscritti al suo canale e 3 miliardi di visualizzazioni. A livello discografico ha pubblicato una raccolta delle sue parodie meglio riuscite e un album costituito da brani di differente natura, intitolato Celebretease.

## Carriera

### YouTube e altre piattaforme
Dopo aver iniziato a girare video utilizzando la tecnica del chroma key, Bart Baker ottiene per la prima volta popolarità su YouTube attraverso un video intitolato Look into My Eyes While I Masturbate, il quale ha ottenuto 100.000 visualizzazioni in poco tempo. Pubblica successivamente una parodia di Tik Tok di Kesha in qualità di secondo video e decide di soffermarsi su questa tipologia di contenuti, ritenendo che il modo migliore per creare un pubblico fidelizzato su una piattaforma come YouTube fosse appunto quello di proporre contenuti che mantengano una determinata struttura. Inizia dunque a pubblicare un numero sempre maggiore di parodie, soffermandosi su brani di artisti molto noti o comunque su canzoni di grande successo commerciale, riuscendo in questo modo a raggiungere un successo molto ampio. Al culmine della sua fama, Baker raggiunge quota 10 milioni di iscritti al suo canale e 3 miliardi di visualizzazioni complessive. Seppur ottenendo talvolta critiche per i toni usati nelle proprie parodie e per l'accanimento verso determinati artisti, il comico ha dovuto rimuovere soltanto la parodia di Royals di Lorde dal suo canale perché accusato di violazione del diritto d'autore.
Durante il suo periodo di attività su YouTube, Baker è stato legato a varie agenzie: RKShorts.com dagli esordi al 2011, Maker Studios dal 2012 al 2015 e Creative Artist Agency durante l'ultima fase della sua carriera da youtuber. Nel 2014, mentre è sotto contratto con la Maker Studios, pubblica un Greatest Hits contenente le tracce audio delle sue parodie di maggior successo. Nello stesso periodo il suo intero catalogo viene inoltre disponibile su tutte le piattaforme digitali alla stregua di canzoni canoniche, abitudine mantenuta per le parodie successive. Nonostante i risultati conseguiti, nel 2019 Baker annuncia di aver abbandonato per sempre l'attività di Youtuber a causa della decisione di YouTube di ridimensionare i compensi assegnati ai creatori di contenuti. In concomitanza a tale decisione, il comico si trasferisce in Cina e rilancia la propria carriera sulla piattaforma Douyin (l'equivalente per il solo territorio cinese di TikTok), dove si occupa principalmente di realizzare cover in lingua inglese di note canzoni cinesi.
Il 29 Agosto 2021, esattamente dopo 3 anni dall'ultimo video, pubblica sul suo canale YouTube principale un nuovo video dove spiega il suo abbandono dai social e cosa gli è successo, nel video inoltre ha annunciato il suo ritorno ufficiale.

### Carriera discografica
Oltre a pubblicare il greatest hits delle sue parodie e le varie parodie sotto forma di singoli, nel 2017 Baker ha pubblicato il suo primo album di inediti Calebretease, il quale include 8 brani musicali dedicati a differenti celebrità, tra cui quelle da lui maggiormente parodiate: Taylor Swift, Drake, Justin Bieber, Ariana Grande e la coppia costituita da Kim Kardashian e Kanye West. Il brano dedicato a Drake è stato lanciato come primo singolo nel novembre 2016. L'album raggiunge la posizione numero 4 nella classifica di Billboard relativa agli album comici. Nell'estate 2018 Baker lancia inoltre la sua carriera di rapper con lo pseudonimo di Lil Kloroxxx, pubblicando 5 singoli di cui 3 con video, tutti nel corso dell'anno.

## Filantropia
Nel 2015 Baker ha rivelato di essere un regolare finanziatore dell'associazione non profit Fuck Cancer, la quale devolve il denaro raccolto nella ricerca contro il cancro. Il comico ha inoltre reso noto che molti membri della sua famiglia sono stati colpiti da questo tipo di malattia.

## Discografia

### Come Bart Baker

#### Album
- 2017 – Calebretease

#### Raccolte
- 2014 –  Greatest Hits

#### Singoli
- 2016 – Drake
- 2016 – Kimye

### Come Lil Kloroxxx

#### Singoli
- 2018 – Popper
- 2018 – 4 Xanny
- 2018 – Prom Queen
- 2018 – Savior
- 2018 – Feelin U